# Трайпхум
Трайпхум (тайск.: ไตรภูมิ) – «История трех миров», древнейшая рукописная книга на тайском языке, один из ранних тайских космологических трактатов (XIV век). Считается, что автором трактата является король Сукотай Литхай (1347-1370) из династии Пра Руанг (1239-1438). Король Литхай был внуком Рамы Камхенга, который считается основателем тайской письменности. Литхай написал трактат в 1345 году, еще будучи наследником престола в государстве Сукотай. 
Трактат рассказывает об устройстве Вселенной, буддийском рае, чистилище и аде, описывает наказания грешников после смерти, излагает принципы космогонии. Согласно трактату, во Вселенной существует три мира: мир форм, мир без форм, мир греховного влечения. Автор ссылается при этом на десятки санскритских и палийских текстов, излагает содержание индийских легенд и мифов.
В своём произведении будущий король изложил свою точку зрения о том, какими качествами должен обладать истинно буддийский правитель, а также какие обязанности он должен исполнять.  По мнению Литхая, правитель должен освободить от уплаты налогов тех крестьян, чьи земли были поражены неурожаем. Кроме того, необходимо освобождать от многочисленных общественных работ стариков и детей. Литхай старается проводить концепцию праведного правителя – им может быть только тот человек, который совершил множество добродетелей в прошлых жизнях. В качестве примера короля дхармы приводится король Ашока, который каждое утро раздавал шести тысячам монахов подаяние.
Первоначально трактат был написан на пальмовых листьях. По этой причине необходимо было регулярно переписывать, поскольку пальмовые листья являются недолговечным материалом. Трактат «Трайпхум» написан в форме проповеди. В своём трактате король Литхай в доступной форме излагает основные принципы буддизма, в которых отражен праведный образ жизни тайца-буддиста, а также указан путь к накоплению религиозных заслуг (количество религиозных заслуг определяет, кем станет человек в следующей жизни). Стоит отметить, что религиозно-этическое содержание трактата имеет целью вызвать у читателя или слушателя желание провести жизнь в соответствии с идеалами и принципами буддизма.
В настоящее время «Трайпхум» является одним из самых важных памятников тайского буддизма, источником знаний о космологии и космогонии Таиланда в средние века. Картины ада, рая, описанные в трактате, запечатлены на барельефах тайских монастырей. Кроме того, эти образы, демонстрирующие мировоззрение средневековых буддистов, можно встретить и в школьных учебниках, в тайской живописи.